# Johann Jacob Zimmermann

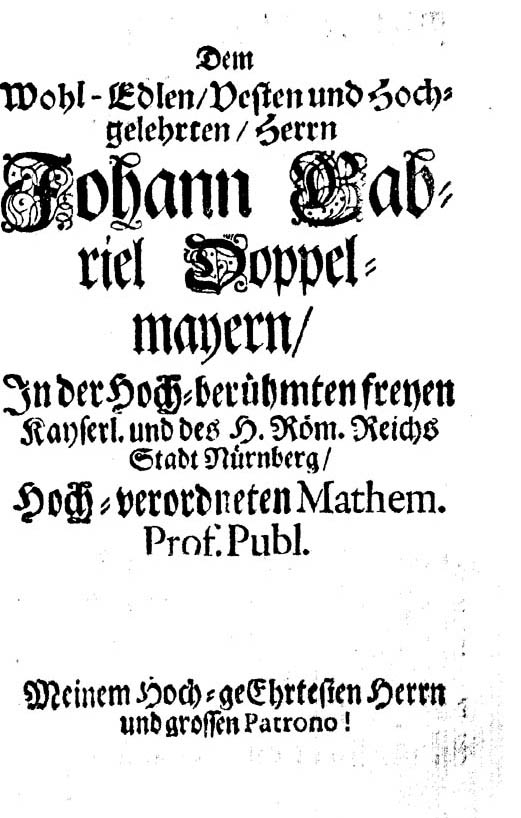
Scriptura S. Copernizans

Johann Jacob Zimmermann auch Johann Jakob Zimmermann; Ambrosius Sehmann (* 25. Dezember 1642 in Vaihingen an der Enz, Württemberg; † August oder September 1693 in Rotterdam, Niederlande) war ein deutscher Astronom, Mathematiker und Schriftsteller.

## Leben

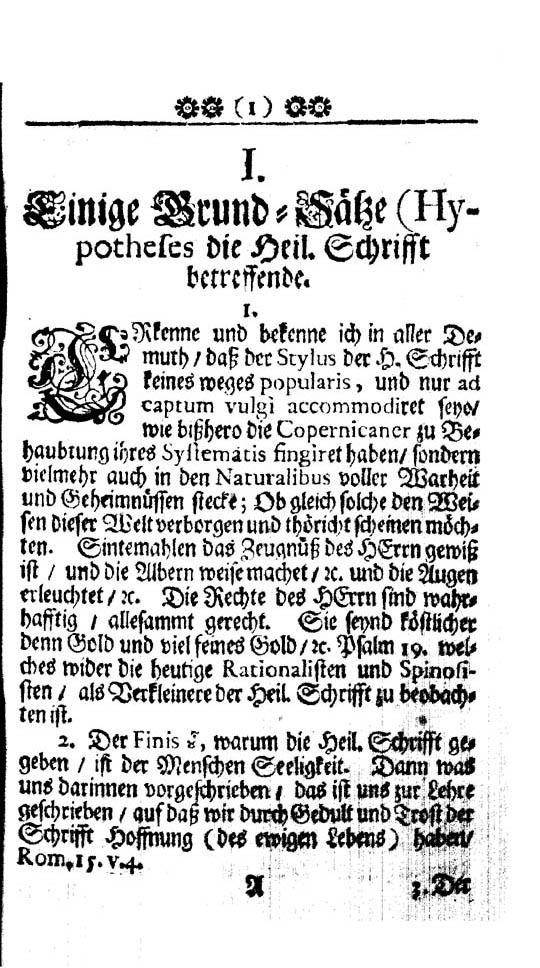
Scriptura S. Copernizans, incipit

Zu Zimmermanns Jugend in Vaihingen ist wenig überliefert. Er lebte offenbar zeitweilig in Nürtingen und studierte protestantische Theologie in Tübingen, wo er im Alter von zwanzig Jahren 1664 den Magisterhut erwarb. Seine erste Stelle als lutherischer Pastor war 1671 in Bietigheim, wo er aber zugleich bereits seine astronomischen bzw. astrologischen Kenntnisse erweiterte und die ersten seiner kuriosen Publikationen veröffentlichte. Erst die Schrift Scriptura Sacra Copernizans zum Beweis der Richtigkeit des kopernikanischen Weltsystems aber war es, die ihn bei der lutherischen Orthodoxie verdächtig machte. Er wurde daher 1685 seines Amtes enthoben.
Im Jahre 1686 ging Zimmermann nach Frankfurt am Main, wo er die Verbindung mit anderen religiösen Schwärmern aufnahm. Als Anhänger Jakob Böhmes war ihm ein neues Pastorat versperrt, und er musste versuchen, sich mit kleineren mathematischen und astronomischen Veröffentlichungen einen Unterhalt zu verdienen, die ihm nach und nach einen Ruf als ernstzunehmender Gelehrter eintrugen.
Im Namen einer Hamburger Gruppe religiöser Schwärmer bahnte er schließlich Verhandlungen mit William Penn an, um die Auswanderung nach Amerika in die Wege zu leiten. Die Hamburger Gruppe von elf Familien trat 1693 tatsächlich die Reise an, doch bei der Einschiffung in Rotterdam verstarb Zimmermann plötzlich, und seine Witwe reiste mit der Gruppe unter Führung von Johannes Kelpius ohne ihn weiter. In der ein Jahrzehnt zuvor veröffentlichten chiliastischen Schrift Muthmassliche Zeitbestimmung hatte er für 1693 den Weltuntergang prognostiziert, nicht ahnend, dass er damit das eigene Todesjahr vorausbestimmt hatte.

## Schriften
- Auf alle und jede Hypotheses applicable Fundamental-Aufgaben von den Sonn- und Mond-Finsternissen. Hamburg 1691
- Coniglobium…Eine vortheilhafftige und nach dem…Hevelianischen Gestirn-Register eingerichtete…Himmelskugel. Hamburg 1704
- Muthmaßliche Zeit-Bestimmung … Göttlicher Gerichten über das Europeische Babel … o. O. 1684
- Scriptura S. Copernizans…Astronomischer Beweissthum des Copernicanischen Welt-Gebäudes. Hamburg 1690